# Delta IV

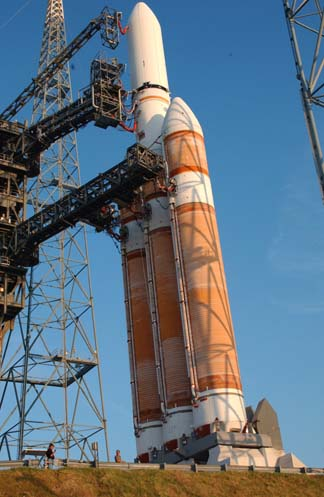
El Delta IV a la plataforma de llançament

El coet Delta IV és un coet o vehicle de llançament d'un sol ús de la NASA fabricat per Boeing. Creat el 2001, és el coet més gros de la família Delta assolint, en la versió Heavy, més de 70 metres d'alçada.

## Història
El Delta IV és el resultat del programa de Vehicle de Llançament d'un Sol Ús Evolucionat (Evolved Expendable Launch Vehicle Program, EELV) desenvolupat per Boeing. És l'esforç al llarg de molts anys de la U.S. Air Force (USAF) per reduir els costos dels llançaments en un 50% dels aleshoreaproximadament 26.500 dòlars per kg de càrrega a posar en òrbita. Durant la primera fase, quatre competidors, McDonnell Douglas, Lockheed Martin, Boeing Defense & Space Group i Alliant Techsystems, van completar un contracte de 15 mesos per validar els conceptes de baix cost.
La Força Aèria (USAF) seleccionà dues de les propostes el desembre del 1996 (va triar McDonnell Douglas, integrada actualment en The Boeing Company i Lockheed Martin) per seguir endavant amb la fase dos del programa EELV, en concret la fase de pre-enginyeria, manufactura i desenvolupament (Pre-EMD). La Pre-EMD era un contracte fix de 17 mesos per valor de 60 milions de dòlars per cada companyia. La fase final era Enginyeria, Manufactura i Desenvolupament (EMD) i permet al seleccionat dedicar-se completament al desenvolupament de la família EELV. Es va acorar una primera prova de vol pel 2001. El valor del contracte del mòdul EMD és de 1.400 milions de dòlars.
La versió mitjana es va retirar després del seu últim vol l'agost de 2019. Actualment només queda en servei la versió pesant i està prevista que es retiri el 2024.

## Característiques

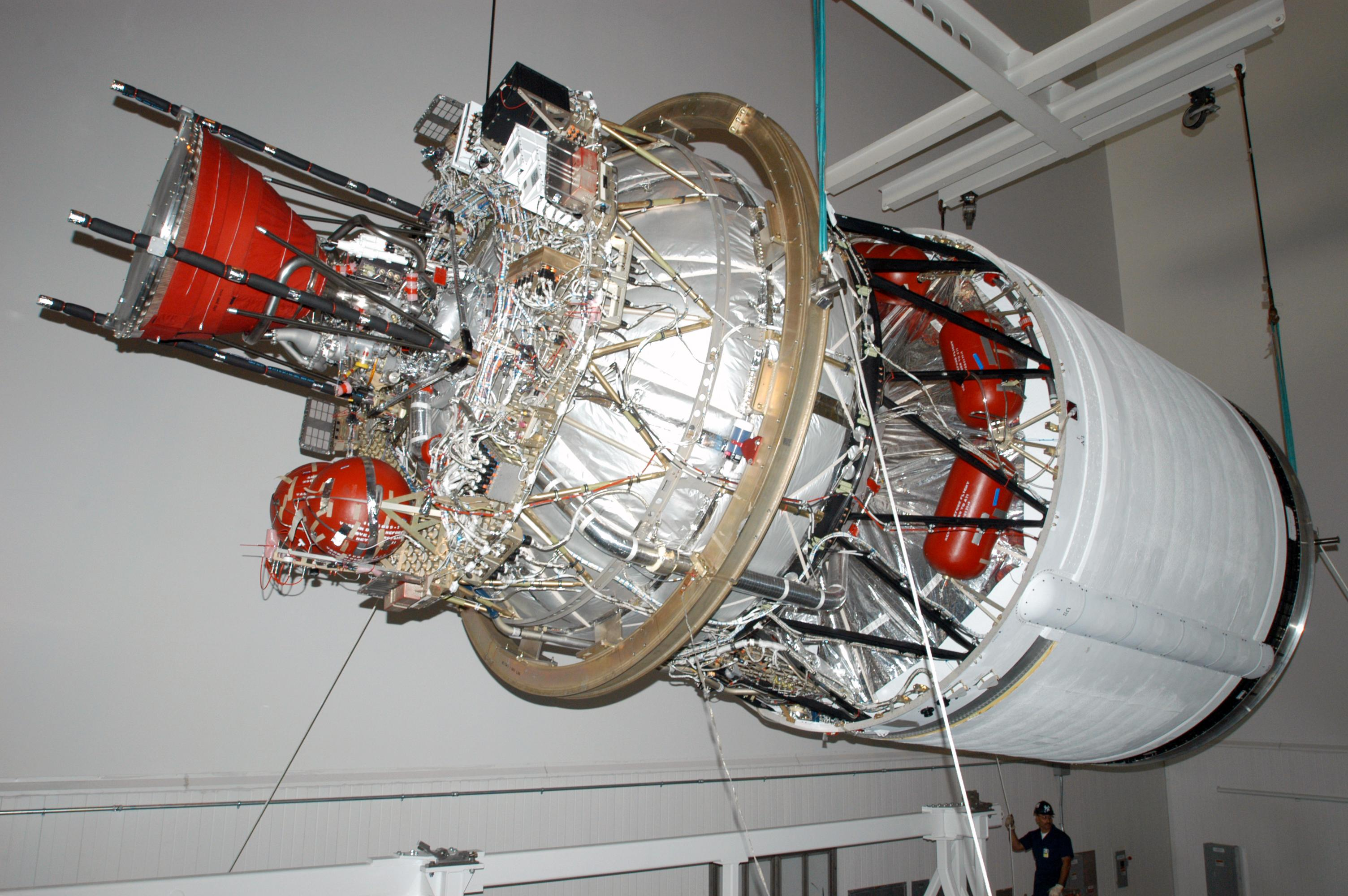
Motor de Delta IV

El disseny de les tres variants del Delta IV empra com combustible hidrogen líquid i un motor comú de combustió interna basat en oxigen líquid, amb un empenyiment de gairebé 300.000 kg, més eficient que els propulsors convencionals d'oxigen líquid i querosè. El motor del propulsor comú és, per tant, neutre per l'ambient, com que només produeix aigua com residu de combustió. Si duu una càrrega útil especialment pesant, se li pot acoblar coets acceleradors sòlids GEM per augmentar-ne l'impuls al moment del llançament.
Els trams superiors del Delta II i del Delta III, evolucionats com fruit de dècades de servei fiable contrastat, s'afegeixen al cos principal del propulsor per completar el vehicle. Els motors principals d'aquests coets estatunidencs es basen en els dissenys soviètics de motor RD-170 i RD-180, el primer utilitzat en el coet Enérguia com component dels impulsors laterals i en els sistemes de llançament SeaLaunch.

## Models

### Delta IV - Small
El model Delta IV-Small inclou el segon tram del Delta II, opcionalment el tercer tram, i un carenat de 3 metres de diàmetre. Aquesta variant va ser descartada el 1999.

### Delta IV - Medium
El model Delta IV-Medium afegeix el propulsor criogènic del segon tram del llançador Delta III i el carenat compost de 4 m de diàmetre per major protecció de la càrrega.

### Delta IV - Heavy
El model Delta IV-Heavy inclou tres dels nous propulsors units pel tram de llançament, i afegeix el motor del tram superior del llançador Delta III amb modificacions sobre els tancs de combustible per augmentar la capacitat de propel·lent, així com el carenat de 5 m de diàmetre que fabrica Boeing pel seu vehicle de llançament Titan IV.